# Police Academy (franquicia)

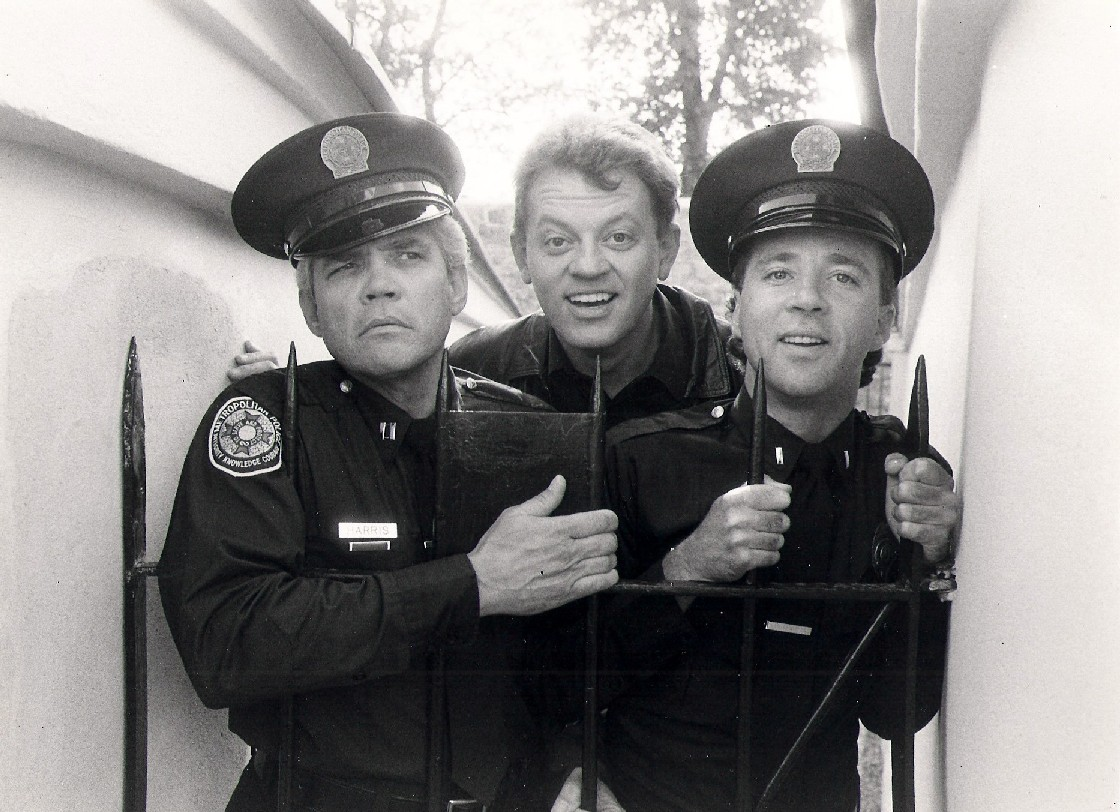
"Capitán Harris", "Tackleberry", y "Proctor" en Suecia, en 1989, para promocionar la sexta entrega de Loca academia de policía.

Police Academy (en Hispanoamérica, Loca academia de policía o Locademia de policía) es una serie de películas cinematográficas de comedia compuestas de siete partes (seis en los años 1980 y la séptima de mediados de los años 1990). También se hicieron dos adaptaciones para series de televisión, Police Academy: The Series, una adaptación animada hecha un año después de la cuarta entrega (1988), y otra años más tarde en 1997.
La primera parte es Loca academia de policía (1984) que inicia con un acto de apertura en el que se informa de que la alcaldesa nueva de la ciudad ha determinado cambios para el reclutamiento de candidatos a policía y nuevos requisitos para que el departamento los acepte. No será necesario cumplir tamaño mínimo, no importa sexo, raza ni condición física o mental para ser policía; obviamente, la policía no se lo tomó muy bien. La película continúa con un grupo de personajes anónimos sin nada que perder aprovechan la oportunidad y se registran para demostrar al mundo de lo que son capaces. El personaje principal es Carey Mahoney (Steve Guttenberg), un delincuente reincidente al que se le obligó ir a la academia para librarse de la cárcel. Se le podrá expulsar pero no se podrá ir por voluntad propia o se le encarcelará. Mahoney intentará por todos los medios que lo echen hasta que descubre que le gusta ser policía.
En general, todas las películas y series de televisión dependen de un humor frontal, a menudo en caracterizaciones simples y comedia física. Como en muchas películas similares, la trama consiste en que un grupo de personajes hace frente a las adversidades para probarse a sí mismos, mientras que varios estereotipos (propios o de cualquier otro) intentan superarlos. Las continuaciones no recibieron buenas críticas, excepto en Europa y Latinoamérica donde fueron bien recibidas, lo que habla de un nivel de éxito medio a nivel mundial.
La primera película recaudó 81,2 millones de dólares en Norteamérica; y en todo el mundo recaudo casi 150 millones en total.

## Detalles

### Locaacademiadepolicía
La recién elegida alcaldesa Mary Sue Beal anuncia reformas en el sistema de admisión de reclutas para la academia de policía. Ya no importará la razón de sexo, estatura, condición física y mental para ser policía, un grupo de inadaptados intentará probar su valía y someterse a un entrenamiento.

### Loca academia de policía 2: Su primera misión
Una banda callejera tiene aterrorizado el barrio 13, el capitán Pete Lassard llama a su hermano de la academia, Eric Lassard para que les mande hombres frescos que ayuden a capturar a la banda, o de lo contrario será destituido, los agentes de Lassard tendrán que hacer frente al problema de la banda y vérselas con el teniente Mausser que pretende sabotear la misión y alzarse con el puesto.

### Loca academia de policía 3: De vuelta a la escuela
El Alcalde anuncia cortes presupuestarios y comunica que deben cerrar una de las dos academias (la de Lassard y Mausser), para decidir cual mantendrá sus puertas abiertas. Entonces, el mandatario decide crear una competición y contrata un comité evaluador que inspeccionará las dos academias, los hombres de Lassard se ofrecen inmediatamente en su ayuda, por otra parte llegan nuevos reclutas a la academia.

### Loca academia de policía 4: Los ciudadanos se defienden
Lassard tiene un plan para ayudar a los ciudadanos a defenderse ante los crímenes, para ello crea un programa llamado (C.O.P) Ciudadanos por el Orden y la Paz, sus subordinados ven la idea con buenos ojos y se ofrecen a explicar el programa a los ciudadanos lamentablemente el capitán Harris no está de acuerdo, cuando Lassard tiene que irse a Inglaterra a dar un mitin el capitán queda al cargo.

### Loca academia de policía 5: Operación Miami Beach
Lassard hace un año que tenía que jubilarse y se ve forzado a retirarse, al entrar en depresión, a pesar de que será homenajeado en Miami continua cabizbajo al tener que renunciar a su cargo hasta que los agentes le animan acompañándole a Miami a la convención donde él asiste como homenajeado, lamentablemente se topa con unos ladrones de joyas con los que se confunde de maletas. Lassard sin saberlo se verá perseguido por los malhechores.

### Loca academia de policía 6: Ciudad sitiada
Uno de los barrios de la ciudad están sufriendo una ola de crímenes y atracos producidos por tres hombres y un cerebro que con una identidad oculta maneja la operación, el capitán Harris y el teniente Proctor que se fueron de la academia para alejarse de los agentes volverá a encontrarse con quienes fueran sus alumnos y el comandante Lassard por orden del alcalde para desgracia del capitán. Al acercarse demasiado a los criminales, estos consiguen inculpar a Lassard y ser los agentes retirados de su cargo temporalmente, pronto descubrirán que detrás de los robos se esconde un plan de prevaricación urbanística.

### Loca academia de policía 7: Misión en Moscú
El comandante de la academia de policía de Moscú, Rakov, decide llamar a su amigo Lassard a capturar a Konstantin Konali, jefe de la mafia rusa, Lassard decide echarle una mano con sus mejores hombres, cuando llegan a Moscú, Lassard se confunde de coche y acaba viviendo con una familia rusa que acaba de perder a un ser querido, mientras Talinsky intenta ocultar el despiste a sus superiores y agentes estadounidenses y se pone directamente a buscarlo por toda la ciudad mientras los agentes deciden cumplir con su misión.

### En el futuro
Hubo planes de una posible octava entrega de Loca academia de policía para realizarse en 2007 después de una década de ausencia. El creador de las series, Paul Maslansky dijo: "Ya iba siendo hora de empezar otra vez. Vi Starsky & Hutch y un número más de remakes que se estaban haciendo muy bien. Police Academy tiene una gran historia también, y yo pensé, ¿Por qué no?". La mayoría de los actores del reparto principal estuvieron de acuerdo en volver hacer una secuela más, Hugh Wilson fue el elegido para dirigir.
Leslie Easterbrook y Marion Ramsey mencionaron que se estaba rodando para una nueva saga que debía empezar en verano de 2006 y estrenarse en 2007. La película se aplazó en 2006. Easterbrook mencionó que aun había esperanzas de que la secuela se lanzara directamente en DVD. Añadió que mientras la Warner Bros. buscaba el hacerla, los demás buscaron una productora para financiarla independientemente. En mayo del 2008 Michael Winslow respondió a una pregunta sobre una posible nueva Loca academia de policía: "Todo es posible. Tienes que tener esperanza en Paul Maslansky y esos chicos que siempre están juntos. Es por ellos. Sería maravilloso verlos a todos otra vez".
En una entrevista realizada en la radio el 26 de noviembre de 2008 con Colin Paterson para la BBC Five Live en el programa de Simon Mayo, Steve Guttenberg confirmó que la octava entrega continuaba en desarrollo y que está trabajando en el guion con Warner Bros. Guttenberg está llamado a dirigir la película y declaró que todo el reparto de las anteriores secuelas podrían volver a interpretar sus papeles. a excepción de los actores George Gaynes, David Graf, Bubba Smith, Debralee Scott, Billie Bird o Tab Thacker quienes fallecieron.
Finalmente, en abril de 2014 se daba a conocer la noticia de que la producción de la nueva película, previsiblemente un "reboot" o reinicio de la saga, quedaría en manos del dúo humorístico norteamericano Key & Peele, quienes de momento se encuentran embarcados en otros proyectos más inminentes. Varios actores, entre ellos Steve Guttenberg, Michael Winslow o Leslie Easterbrook, se han mostrado a lo largo de los dos últimos años interesados en formar parte de alguna manera de la nueva película, pero no ha habido más noticias al respecto. En abril de 2016 el dúo Key & Peele anuncia el próximo despegue del proyecto, aunque de momento se desconocen cuestiones como la dirección, reparto, argumento o fecha de estreno.

## Ostra azul
El bar Ostra azul (Blue Oyster Bar en inglés) es un bar gay ficticio al que se recurre en ocasiones a lo largo de las series cinematográficas de Loca academia de policía.
El local es una descripción estereotipada de un bar gay frecuentada por osos, vestidos como motoristas con ropa de cuero, trajes marineros y demás vestuario masculino creando un arquetipo de lo que es un bar de ambiente estilo LGBT (básicamente en la época en la que se estrenó la película fue habiendo más apertura en los medios para mostrar este tipo de situaciones, aunque en este caso fue de manera cómica y satírica).
A lo largo de las películas, los personajes periódicamente van entrando en el bar sin sospechar lo que se van a encontrar (en ocasiones, los personajes que se meten en el bar, son por una broma de uno de los personajes). Una vez dentro, un grupo de personas se distraen y observan con detenimiento a los agentes e inmediatamente son forzados a bailar con ellos, las víctimas de la broma atemorizados deben aceptar el baile, casi siempre un tango llamado El Bimbo, un hit de 1972 Bimbo Jet (aunque para efecto de la película, se decidió usar una versión realizada en exclusiva para la misma por el compositor y arreglista Frances Jean-Marc Dompierre).
El bar Ostra azul ha aparecido en las primeras cuatro películas.
- Los cadetes Blankes y Copeland, cuando el teniente Harris les pide que espíen en una fiesta que siempre se hace presionan a Leslie Barbara para que le pregunte a Mahoney donde se hará la fiesta, cuando Barbara se lo pregunta a Mahonney, este visto que no está interesado en la fiesta sospecha de los dos, Mahoney le contesta que tendrá lugar en el Ostra azul, Blankes y Copeland van engañados y pasan la noche en el bar bailando con una panda de motoristas. En otra escena cuando huyen de un peligroso delincuente se meten en el mismo bar. (primera película)

- Sweetchuck (de civil) cuando pretende escapar de una banda callejera que le quiere agredir, se cuela dentro del bar, una vez allí es invitado a bailar, al tener el brazo escayolado no ofrece resistencia y acaba bailando un tango, después consigue escapar, cuando a continuación se cuelan los delincuentes se arma una refriega. Acto seguido los refuerzos llegan y con la ayuda de los mismos asistentes del bar y Hightower logran neutralizar a todos los maleantes, los cuales son instalados en un vehículo de detención finalizando con este mismo grupo afuera del Bar rodeando a Hightower con mirada sugestiva casi todos los mismos que ayudaron a detener la misma. Cabe mencionar que en esta ocasión no se usó la pieza instrumental, sino como es mencionado, un tango acorde al estilo de baile. (segunda película)

- Proctor, cuando Mahoney le pide a una amiga un favor (esa amiga suya es una prostituta que salió en la primera película) decide seducir a Proctor y llevarlo a la habitación del hotel, tras desnudarse y con la excusa de ir al baño echa a Proctor fuera de la habitación sin que se dé cuenta, en el pasillo se da cuenta de que está desnudo y huye del hotel tras robar un coche, el coche se avería frente al mismo bar, una vez dentro piensa que está "a salvo" sin embargo al encender las luces del lugar descubre las parejas bailando y a su vez las tapas de los botes de basura con las que se cubría se caen, lo que causa que los asistentes se pongan felices y le aplaudan mientras trata de pensar en una manera de zafarse de la situación. (tercera película)

- Capitán Harris y Proctor, cuando Mahoney le recomendó a este último un bar donde sirven bufete de ensaladas, cuando entran engañados, se dan cuenta de que están en el Ostra azul; Proctor se cree que el nombre del bar es porque sirven marisco. Al final acaban los dos bailando con parejas. (cuarta película)

## Tema de inicio
El tema musical de inicio es The Academy Song compuesto por Robert Folk, que suena en todas las películas. El final de la primera es I'm Gonna Be Somebody de Jack Mack and the Heart Attack. En la cuarta suena de inicio Citizens on Patrol interpretada por Michael Winslow & The L.A. Dream Team y al final de la misma suena Let's Go To Heaven In My Car de Brian Wilson.

## Series de televisión
De las películas se produjo dos series para televisión basadas en las mismas.

### Loca academia de policía(serie animada)
La primera serie desarrollada para televisión fue una versión en dibujos animados y está compuesta por 2 temporadas (1988).

### Loca academia de policía(serie de televisión de imagen real)
La segunda serie fue con actores en lugar de personajes animados, siendo protagonizada por Joe Flaherty y sólo tiene una temporada (1997).

## Personajes
| Personaje          | Interpretado por  | Rol | Películas y serie | Películas y serie | Películas y serie | Películas y serie | Películas y serie | Películas y serie | Películas y serie | Películas y serie |
| Personaje          | Interpretado por  | Rol | Police Academy 1  | Police Academy 2  | Police Academy 3  | Police Academy 4  | Police Academy 5  | Police Academy 6  | Police Academy 7  | Serie Animada     |
| ------------------ | ----------------- | --- | ----------------- | ----------------- | ----------------- | ----------------- | ----------------- | ----------------- | ----------------- | ----------------- |
| Carey Mahoney      | Steve Guttenberg  |     |                   |                   |                   |                   |                   |                   |                   |                   |
| Larvell Jones      | Michael Winslow   |     |                   |                   |                   |                   |                   |                   |                   |                   |
| Carl Sweetchuck    | Tim Kazurinsky    |     |                   |                   |                   |                   |                   |                   |                   |                   |
| Zed                | Bobcat Goldthwait |     |                   |                   |                   |                   |                   |                   |                   |                   |
| Moses Hightower    | Bubba Smith (†)   |     |                   |                   |                   |                   |                   |                   |                   |                   |
| Eugene Tackleberry | David Graf (†)    |     |                   |                   |                   |                   |                   |                   |                   |                   |

- Thomas "House" Conklin (4 y 5 películas; serie animada) (Tab Thacker) (†)
- Hooks Laverne (1, 2, 3, 4, 5 y 6 películas; serie animada) (Marion Ramsey) (†)
- Debbie Callahan (1, 3, 4, 5, 6, 7 películas; serie animada) (Leslie Easterbrook)
- Thaddeus Harris (1, 4, 5, 6 y 7 películas; serie animada) (G. W. Bailey)
- Proctor (2, 3, 4, 5, y 6 películas; serie animada) (Lance Kinsey)
- Eric Lassard (7 películas; serie animada) (George Gaynes) (†)
- Mauser (2 y 3 películas; serie animada) (Art Metrano)
- Nick Lassard (5 y 6 películas) (Matt McCoy)
- Professor (serie animada)

## En la cultura popular
- En el programa humorístico de sketches Vaya semanita, de la cadena ETB, realizaron una parodia llamada Loca academia de Ertzainas, en el que a cada personaje se le asignaba el personaje según la manera de ser: Antxon Tackleberry (Eugene Tackleberry), Patxi Mahoney (Carey Mahoney), "el negrito que hace ruidos" (Larvell Jones), Maite Callahan (en este caso en vez de parodiar a Debbie Callaghan, es una alusión a Hooks Laverne) y el sargento Hightower (parodia del Capitán Thadeus Harris a pesar del apellido).[cita requerida]

- En el complejo de ocio Denominado Parque Warner se presenta desde 2015 un show en vivo y espectáculo basado en la misma película. con duración de 30 minutos.[11]